# Georg Høeberg
Georg Valdemar Høeberg (Copenhague, 27 de diciembre de 1872 - Vedbæk, región de Hovedstaden, 3 de agosto de 1950) fue un violinista, director y compositor danés. Era hermano del cantante de ópera Albert Høeberg y el violonchelista Ernst Høeberg y nieto de Hans Christian Lumbye.
En 1888 se convirtió en estudiante en la Academia de Música, teniendo a Jørgen Ditleff Bondesen, Niels Gade y Valdemar Tofte como profesores. Tuvo el violín como instrumento principal y también estudió piano y composición, terminándose de perfeccionar en Berlín. Fue profesor del Conservatorio de Copenhague y director de la Sociedad de Conciertos Daneses.
Entre sus obras más importantes figuran: la ópera Die Hochzeit in den Katakomben (Copenhague, 1909); el baile París Don; una Sonata de violín, y una Romanza para el mismo instrumento con acompañamiento de orquesta; un Cuarteto para voces solistas; numerosas obras corales, lieder y piezas para piano.